# IObit WinMetro
 IObit WinMetro — программа, специально спроектированная для того, чтобы привнести интерфейс Windows 8 Metro в Windows 7, Windows Vista и Windows XP. Продукт предлагает решение для пользователей старых версий ОС Windows, желающих попробовать плиточный интерфейс Metro. Продукт получил широкое распространение благодаря удобству использования и оригинальности идеи.

## Функции
- Возможность привнести интерфейс Windows 8 Metro в Windows 7, Windows Vista и Windows XP без инсталляции новой ОС
- Возможность переключения между интерфейсами Metro и рабочего стола
- Пункт меню «Пуск» в плиточном интерфейсе
- Возможность установить виджеты, отображающие полезную информацию, такую как прогноз погоды, календарь, новости, акции и т. д.
- Загрузка непосредственно на стартовый экран Metro
- Быстрый доступ к наиболее часто используемым системным инструментам и недавно открытым программам

## Критика
Все нарекания к программе в основном связаны с тем, что к новому интерфейсу бывает трудно привыкнуть, как, впрочем и к новому интерфейсу Metro.